# 米烏斯河

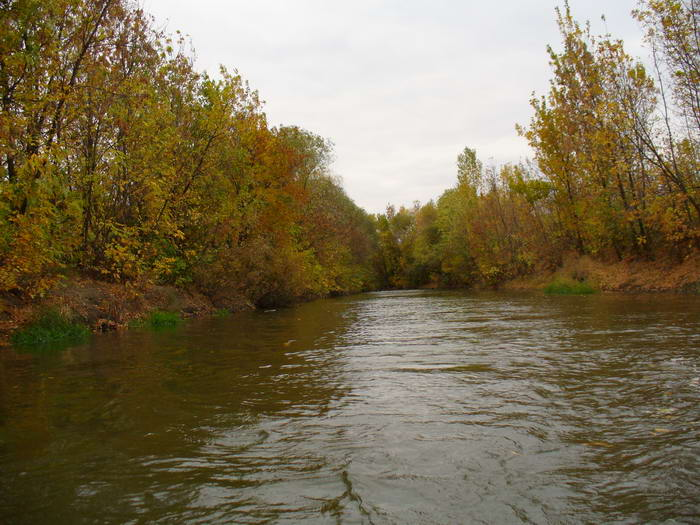
米烏斯河

米烏斯河是東歐的河流，發源自烏克蘭的頓涅茨克州，流經盧甘斯克州和俄羅斯的羅斯托夫州，在塔甘羅格以西流入亞速海，河道全長258公里。